# تاریخ جهانگشای

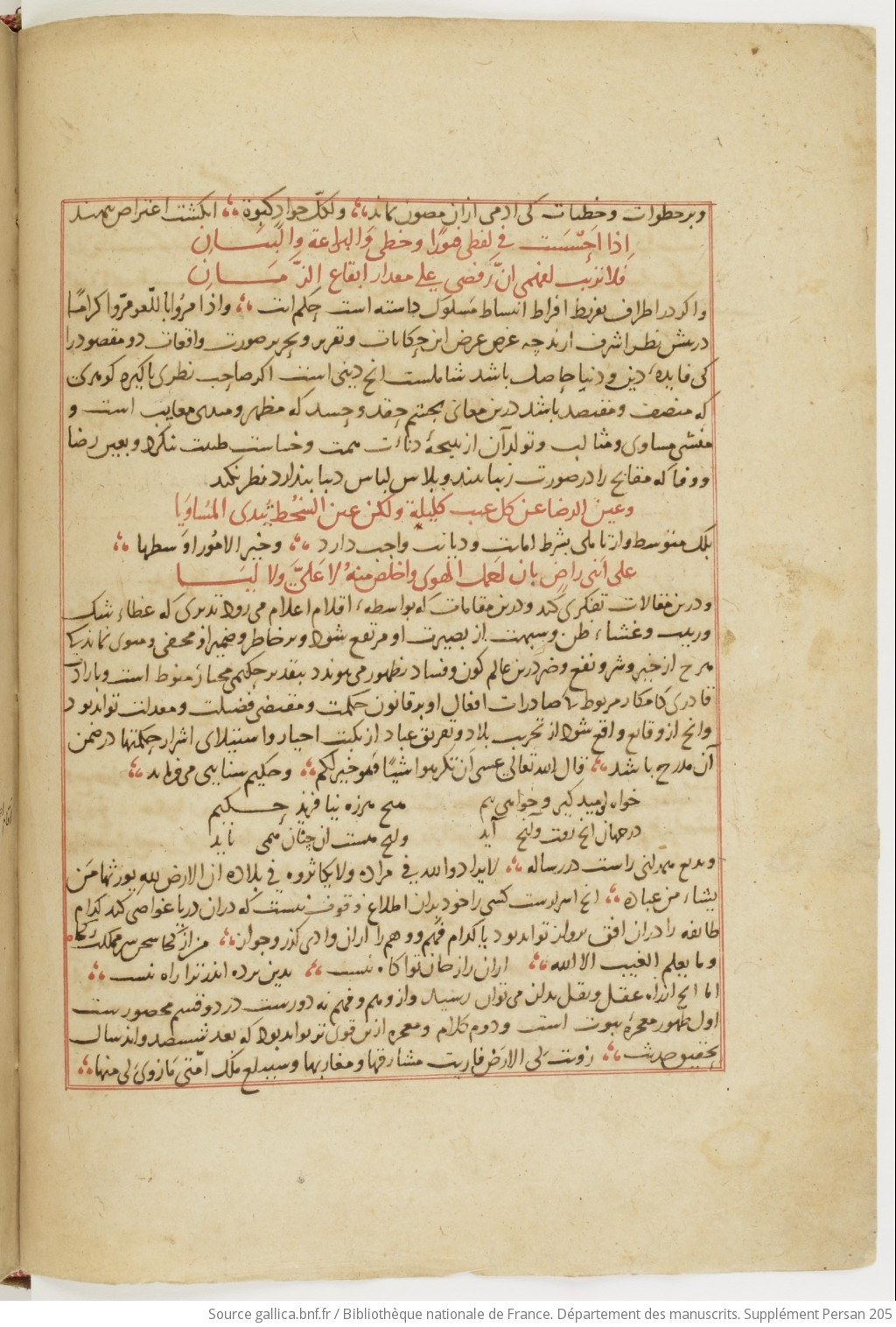
برگی از نسخه خوافی، کهن‌ترین نسخه موجود از تاریخ جهانگشای جوینی

تاریخ جَهانگُشای کتابی فارسی نوشتهٔ عطاملک جوینی دربارهٔ تاریخ مغول و خوارزمشاهیان و اسماعیلیانِ اَلَموت تا ۶۵۵ قمری و از آثار مهم از نظر تاریخی و نیز ادبی به‌شمار می‌رود و نمونه‌ای برجسته از سدهٔ هفتم قمری است.
نویسندهٔ آن سال‌ها در دربار ارغون و هولاکو و پسرانش، اباقا و تگودار، دارای منصب، و گواه بسیاری از رخدادهای آن دوره بوده و برخی پیش‌آمدهای گذشته را نیز از گواهان آنها و از خاندان خود که از درباریان خوارزمشاهیان و مغولان بوده‌اند، شنیده بوده است. تاریخ جهانگشای تاریخ سیاسی محض نیست، زیرا نویسنده هنگام رویدادنگاری، دربارهٔ اوضاع اقتصادی، اجتماعی، بافت شهرها و موقعیت جغرافیایی آنها و اسامی قدیمی شهرها نیز توضیحات بی‌همتایی داده است.
این کتاب در سه جلد است؛ در جلد دوم، به ویژه مستقیماً مسائل دوران خوارزمشاهی مورد بررسی قرار می‌گیرد. جلد سوم نیز مربوط به اسماعیلیان است که بخش مهمی از تاریخ خوارزمشاهیان را به خود اختصاص داده است.

## متن کتاب

### جلد سوم
جلد سوم شروع میکند بشرح وقایع تاجگذاری و جشن جلوس منکو قا آن  بن تولوی خان بن چنگیز خان (سنهٔ  ۶۳۹ ھـ  و بعضی وقایع اوایل ایّام سلطنت او، پس از آن تفصیل حرکت هولاکو خان ببلاد ایران (سنهٔ  ۶۵۳ ھـ و قلع و قمع  اسماعیلیه  را مشروحًا ایراد نمودہ سپس با بسط  تمام از تاریخ ملوک اسماعیلیه اَلَمُوت و شرح مذھب این طایفه و سرگذشت احوال ایشان از آغاز ظھور سخن راندہ جلد سوّم را بذکر آخرین پادشاہ این سلسله و انقراض ایشان بدست هولاکو خان ختم فی نماید ۶۵۵ ھـ، و در بعضی نسخ جھانگشای در آخر جلد سوّم فصلی در شرح واقعهٔ   فتح بغداد بدست هولاکو خان تألیف خواجه نصیرالدین طوسی که  بطریق ذیل بجھانگشای ملحق نمودہ موجود است و از غالب نسخ مفقود۔ وفی الواقع جای افسوس است که  مصنف که  تا سنهٔ   ۶۸۱ھـ   یعنی تا قریب مدت ۳۷ سال بعد از انقراض اسماعیلیه در حیات بودہ است و خود بشخصه در فتح بغداد و غالب وقایع عظامِ سلطنت هولاکو خان  و اباقا خان و احمد تکودار حضور داشته  است و با فضل و ھنری که  در شیوهٔ کتابت و صنعت تألیف دارا بودہ و این کتاب بھترین شاھد آن است با وجود اینھا وقایع این دورهٔ طویل ۳۷ ساله   را بکلی در بوتهٔ اھمال گذاردہ و بھیچوجه آنھا را بقلم خود تقیید ننمودہ است و علت این سکوت را جز استغراق تمام اوقات وی بوظایف حکومت بغداد که بلافاصله بعد از فتح بوی محوّل گردید و تا آخر عمر در آن منصب باقی بود بچیز دیگر ظاھرًا حمل نمیتوان نمود۔

## چاپ‌های فارسی
- تاریخ جهانگشای (تاریخ چنگیزخان و اعقاب اوتاکیوک‌خان، خوارزمشاهیان، منگوقاآن و هولاکو و اسماعیلیه): علاءالدین عطاملک ‌محمد جوینی، مصحح: محمد قزوینی و عزیزالله علیزاده، تهران: فردوس، ۱۳۸۵، (وزیری، گالینگور، ۳ جلدی)، ۱۴۴۴ صفحه. شابک ‎۰−۰۹۶−۳۲۰−۹۶۴

## در ادبیات معاصر
بهرام بیضایی نمایشنامه‌ای به نام تاراج‌نامه دارد که چنان‌که از نام دوّمش - «ذیل جهانگشا» - برمی‌آید، دربارهٔ حمله مغول به ایران است و زبان دشواری نیز دارد.